# Ribarrouy
Ribarrouy ist eine französische Gemeinde mit 81 Einwohnern (Stand 1. Januar 2022) im Département Pyrénées-Atlantiques in der Region Nouvelle-Aquitaine (vor 2016: Aquitanien). Die Gemeinde gehört zum Arrondissement Pau und zum Kanton Terres des Luys et Coteaux du Vic-Bilh (bis 2015: Kanton Garlin).
Der Ursprung des Namens kommt aus den gascognischen Wörtern (ar)riu (deutsch Bach) und arroi (deutsch rot). Die Landschaft rund um die Gemeinde erlaubt allerdings keine Erklärung für diese Herkunft.

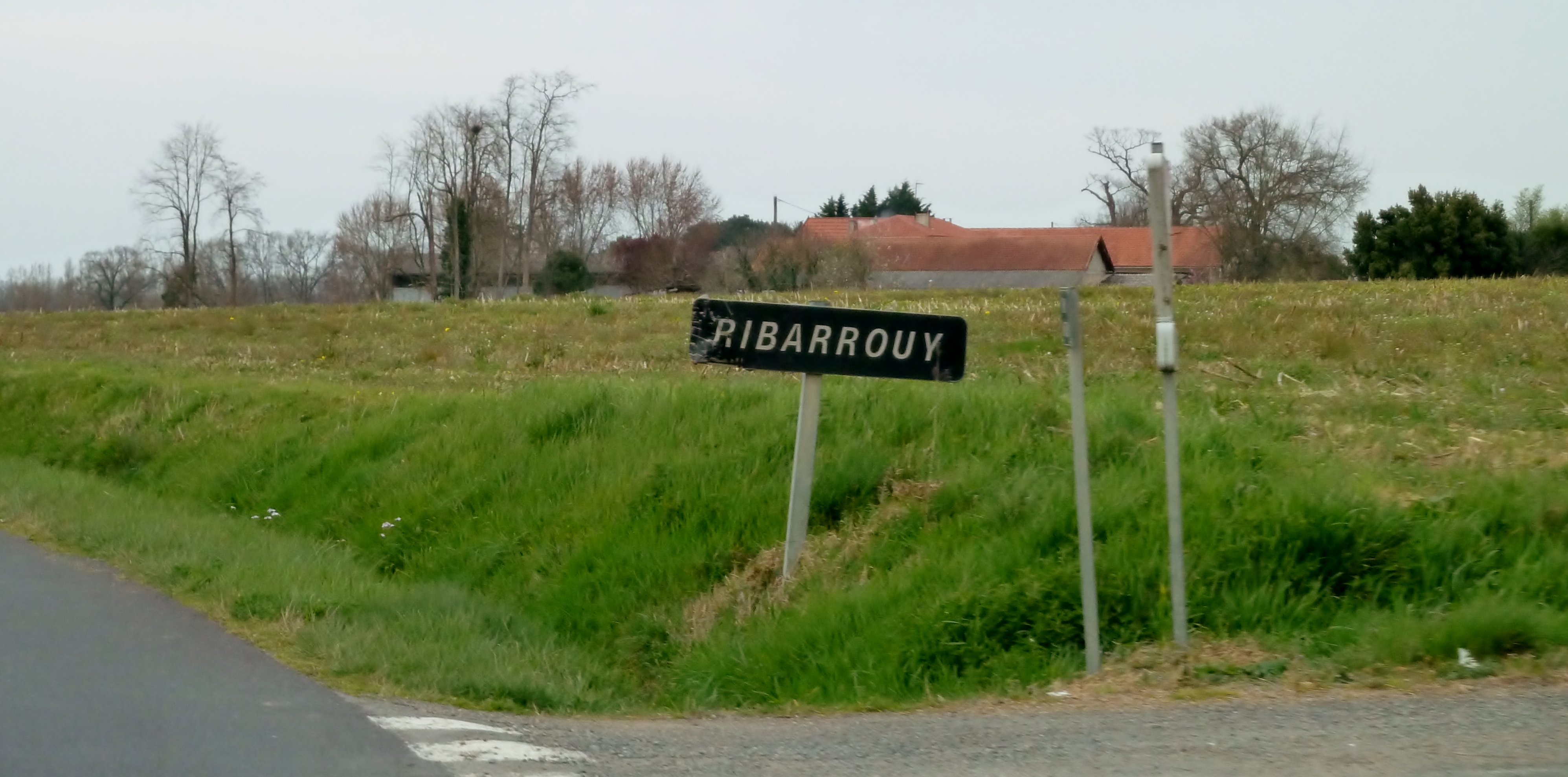
Ortseingang von Ribarrouy

## Geographie
Ribarrouy liegt ca. 30 km nördlich von Pau in der Region Vic-Bilh der historischen Provinz Béarn am nordöstlichen Rand des Départements.
Umgeben wird der Ort von den Nachbargemeinden:
| Boueilh-Boueilho-Lasque | Garlin                                      |                          |
|                         | Kompassrose, die auf Nachbargemeinden zeigt | Taron-Sadirac-Viellenave |
| Claracq                 |                                             |                          |

Ribarrouy liegt im Einzugsgebiet des Flusses Adour. Der Gabassot, ein Nebenfluss des Lées, durchquert das Gebiet der Gemeinde.

## Geschichte
Hügelgräber, die auf dem Gemeindegebiet entdeckt wurden, zeigen eine frühe Besiedelung des Landstrichs. Diese befinden sich vor allem entlang der antiken Landstraße, die von der Chalosse, einem Landstrich im südlichen Teil des heutigen Départements Landes, nach Saint-Pé-de-Bigorre führte. In diesen Gräbern wurden Graburnen gefunden. Im Mittelalter gab es ein Laienkloster im Dorf. Der Abt und der Grundherr von Ribarrouy stritten für eine lange Zeit, um den Zehnt ganz oder teilweise für sich in Anspruch zu nehmen. Dem Abt Jacques de Trescens wurde schließlich im 17. Jahrhundert das Recht auf die Grundherrschaft unter der Bedingung zugesprochen, dass er den Lehnseid gegenüber dem Souverän von Béarn schwöre.
Toponyme und Erwähnungen von Ribarrouy waren:
- Riverouy und Arriberoy (1675, réformation de Béarn, Manuskriptsammlung des 16. bis 18. Jahrhunderts),
- Ribarrouy (1750 und 1783, Karte von Cassini bzw. Notice Communale),
- Ribarony (1801, Bulletin des Lois) und
- Ribarrouy (1863, Dictionnaire topographique de la France).[3][4][5]

### Einwohnerentwicklung
Nach einem Höchststand der Einwohnerzahl von rund 150 in der Mitte des 19. Jahrhunderts reduzierte sich die Zahl in der Folgezeit bei kurzen Erholungsphasen bis zu den 1940er Jahren auf rund 60. Seitdem ist ein leichter Aufwärtstrend zu verzeichnen.
| Jahr      | 1962 | 1968 | 1975 | 1982 | 1990 | 1999 | 2006 | 2009 | 2022 |
| --------- | ---- | ---- | ---- | ---- | ---- | ---- | ---- | ---- | ---- |
| Einwohner | 70   | 76   | 68   | 69   | 78   | 78   | 82   | 81   | 81   |

## Sehenswürdigkeiten

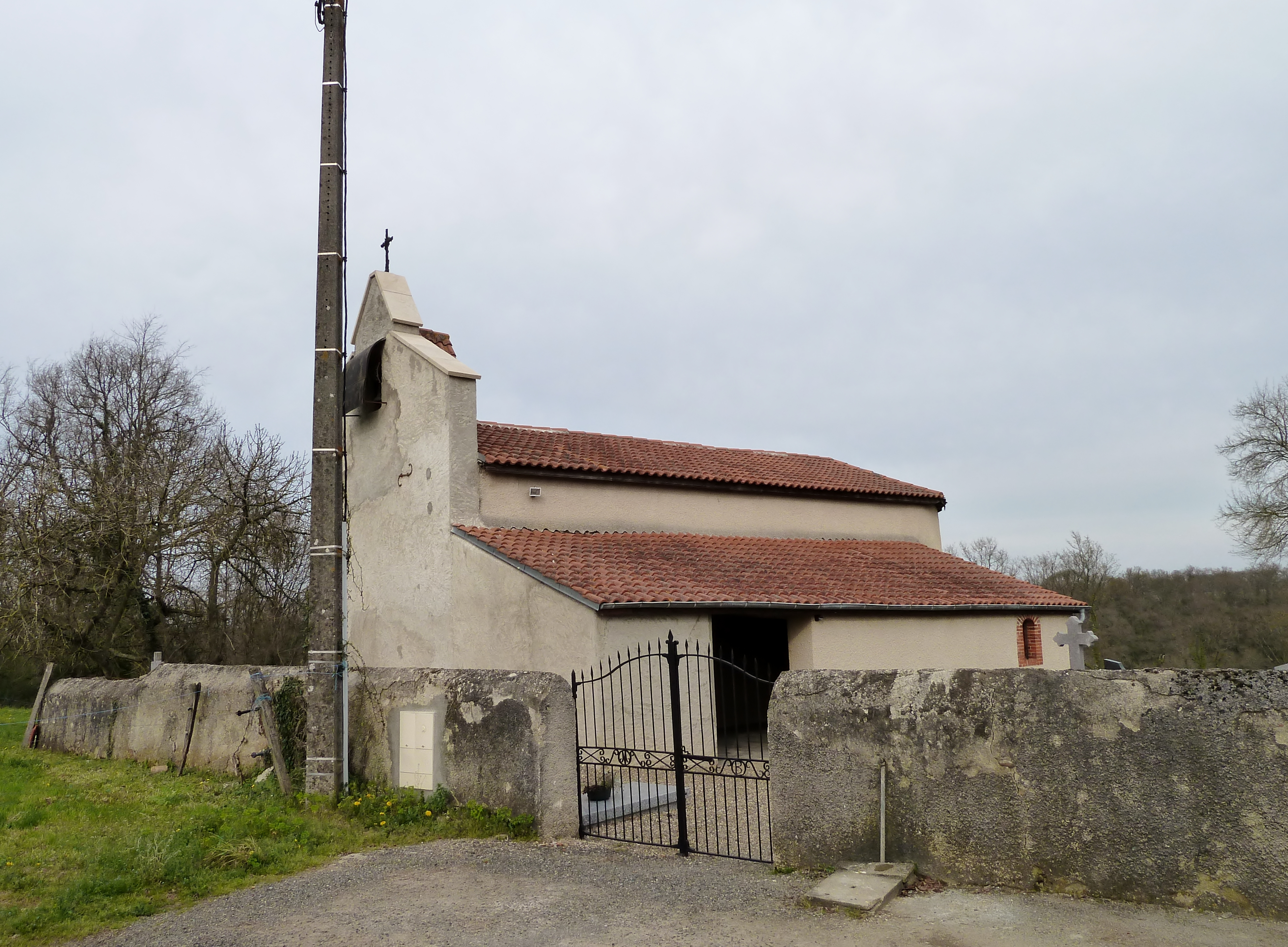
Pfarrkirche Saint-Germain-d’Auxerre

- Pfarrkirche, geweiht Germanus von Auxerre. Von der ursprünglichen, im 12. Jahrhundert errichteten Kirche sind wegen gründlicher Umbauarbeiten im 16. und 17. Jahrhundert nur der allgemeine Aufbau und der steinerne Altar übrig geblieben. Ein Projekt der Restaurierung des Balkenwerks wurde 1867 durchgeführt. Das Dach der Kirche ist mit Falzziegeln gedeckt. Dies weist auf eine Restaurierung des Dachs in der zweiten Hälfte des 19. Jahrhunderts hin, da diese Art der Dachziegel erst seit diesem Zeitpunkt hergestellt wurden. Das einschiffige Langhaus des heutigen Gebäudes ist mit einem Glockengiebel nach Westen hin abgeschlossen. Der vergoldete Tabernakel ist wahrscheinlich aus Kastanienholz gefertigt und mit vier Schlangensäulen in seinen Ecken verziert. Er ähnelt dem Tabernakel in Castetpugon. Das große Gemälde im Hintergrund misst 1,88 m in der Höhe und 1,91 cm in der Breite. Es zeigt den gekreuzigten Christus mit Johannes dem Täufer und Germanus von Auxerre zu beiden Seiten. Viele weitere Ausstattungsgegenstände im Kircheninneren stammen aus dem 17. bis 19. Jahrhundert und sind als nationale Kulturgüter registriert.[7][8]

## Wirtschaft und Infrastruktur

### Verkehr
Ribarrouy wird durchquert von der Route départementale 42.